# Ringstorp Vandtårn
Ringstorp Vandtårn blev opført i 1904 på Ringstorpshøjen i bydelen Ringstorp i Helsingborg. Bygningen er udformet sådan at den efterligner et middelalderligt borganlæg og kaldes derfor i folkemunde for "Borgen".

## Arkitektur
Vandtårnet består af et firkantet borglignende anlæg, beliggende på en ophøjet borghøj. Bygningen hviler på en granitsokkel og dets hjørner markeres af fire tårne, alle med kobbertag. Der er to runde tårne mod entrésiden og to firkantede på bagsiden. De runde tårnes tage er renæssanceinspirerede, mens de bageste tårne har pyramidetag. I murene mellem tårnene er mindre kighuller udskåret og væggene brydes af stræbepiller. Selv murene og stræbepillerne krones af kobberplader. Anlægget var oprindeligt tænkt opført i sandsten, men blev udført i helsingborgtegl med krydsforbandt. Indenfor den historiske facade gemmes derimod en betoncaisson.
En bred sandstenstrappe leder op til anlægget. Foran trappen står to mindesten over slaget ved Helsingborg, som stod ved pladsen år 1710. Den første, noget mindre sten rejstes ved 150-årsjubilæet af slaget i 1860 og den anden, noget højere ved 250-årsjubliæet i 1960. Den senere er udformet af stadsarkitekt Arne Ljung.

## Historie
Bygningen kom til da Helsingborgs eksisterende vandtårn, det såkaldte Slottshagstornet (nu nedrevet) ved Bergaliden, ikke kunne klare at forsyne den nye bebyggelse i byens højere beliggende østre dele. Man valgte derfor at opføre endnu et vandtårn i byen og valgte Ringstorpskullen, en postglacial landhævning, hvor et plateau markant hæver sig over det omgivende landskab. Man opslog en konkurrence om projektet, hvilken blev vundet af stockholmsarkitekten Ernst Stenhammar. Dennes forslag bestod af et borglignende anlæg, som omsluttede et indenforliggende vandreservoir. Bygningen blev påbegyndt i 1904 af bygmester A. J. Wilson og stod klar i 1905. Den færdige bygning skilte sig noget ud fra konkurrenceforslaget i det at løvespringvandet ovenfor tilgangstrappen aldrig blev udført. Efter vandtårnet var blevet taget i brug fremkom dog klager om at vandtrykket var for dårligt og anledningen var at bygningen var for lav. Brandvæsnet beklagede sig over at vandtrykket i slangerne var for lavt, hvilket udgjorde problemer ved brandslukning. Vandtårnet var på trods af dette i drift frem til 1962, hvor det erstattedes af Fredriksdals Vandtårn, Sveriges anden paddehatteformede vandtårn. Fra 1997 anvender en virksomhed bygningen som eventyrsplads for virksomheder, med Fangerne på Fortet-lignende lege, som for eksempel anvendes i teambuilding.
Ved udbygningen af Ringstorps sommerby 1942 anvendtes det borglignende anlæg som udgangspunkt for planarbejdet. Fantasiborgen udgør midtpunktet for den halvcirkelformede plan for koloniområdet. To aksler stråler ud i form af gange fra bygningens hjørner, hvilket skaber sigtelinjer frem til bygningen.